# Звершхановський Фелікс Андрійович
Фелікс Андрійович Звершхановський (нар. 5 листопада 1943, станція Кайсацька, Кайсацький район, Сталінградська область (нині Палласовський район, Волгоградська область) — пом. 4 січня 2019, Тернопіль) — український лікар-терапевт, доктор медичних наук, професор.

## Життєпис
Народився в селі Кайсацьке Сталінградської області, що розташоване у межах українського історичного та культурного регіону Жовтий Клин.
1961 року поступив до Тернопільського державного медичного інституту. Наступного року змушений був перервати навчання через призов до армії. Пройшовши строкову службу, у 1965 році повертається до інституту, який закінчує 1970 року. Його однокусниками були, зокрема, Ярослав Боднар, згодом — професор, завідувач кафедри патологічної анатомії із секційним курсом і судової медицини Тернопільського національного медичного університету, Сюзанна Локай — професор кафедри терапії ТДМУ, Віктор Шідловський — професор кафедри загальної та оперативної хірургії з топографічною анатомією, Віталій Цимбалюк — академік НАМН України, президент Національної академії медичних наук України.
Після закінчення інституту впродовж 1970—1973 років працював лікарем-терапевтом в селищі Великий Глибочок Тернопільського району. У 1973 році перейшов до Чернівецького медичного інституту. У 1979 році повернувся до Тернопільського державного медичного інституту. Спочатку працював асистентом, згодом — доцентом кафедри терапії і сімейної медицини факультету післядипломної освіти. З 1991 по 1995 рік працював на посаді професора кафедри пропедевтики. У 1996 році обраний професором кафедри терапії та сімейної медицини факультету післядипломної освіти. Тривалий курирував терапевтичну службу залізничної лікарні станції Тернопіль.
У 1979 році отримав науковий ступінь кандидата медичних наук, захистивши дисертацію на тему «Деякі показники біохімії жовчі при хронічному холецистогепатиті». У 1989 році захистив докторську дисертацію на тему «Вільно-радикальне окислення ліпідів та антиоксидантна система при гостро-дуоденальних виразкуваннях». У 1991 році отримав вчене звання професора.
Був директором Товариства з обмеженою відповідальністю «Супрамед» в Тернополі.

## Наукова, громадська та педагогічна діяльність
Наукова діяльність присвячена дослідженню зовнішньої секреторної функції печінки, ролі перекисного окислення ліпідів та антиоксидантної системи в патогенезі виразкової хвороби, проблеми лікування внутрішніх органів у працівників залізниці.
Лектор та спікер провідних програм з пульмонології.
Автор понад 165 статей та наукових доповідей, 7 декларативних патентіа на винаходи та 35 раціоналізаторських пропозицій.

## Праці
- Состояние перекисного окисления липидов у лиц пожилого возраста с язвенной болезнью желудка // ТА. 1984. № 2 (у співавторстві);
- Особливості проведення лікувальних, профілактичних та реабілітаційних заходів у хворих на хронічний обструктивний бронхіт з урахуванням патології шлунка // Вибрані пит. реабілітації гастроентерол. хворих. Чц., 1996;
- Працівники локомотивних бригад та машиністи спеціального самохідного рухового складу — особи високого ризику виникнення серцево-судинних подій // Медицина транспорту України. 2007. № 4(24) (у співавторстві);
- Пульмонологія в практиці сімейного лікаря. Т., 2008 (у співавторстві);
- Алгоритми діагностики і лікування невідкладних станів у терапевтичній практиці. Т., 2008 (у співавторстві).

## Нагороди
- Премія Сороса за комплекс робіт з мембранної патології в гастроентерології.